# Brandon Baddock
Brandon Baddock, född 29 mars 1995, är en kanadensisk professionell ishockeyforward som är kontrakterad till Montreal Canadiens i National Hockey League (NHL) och spelar för Rocket de Laval i American Hockey League (AHL).
Han har tidigare spelat för Binghamton Devils i AHL; Adirondack Thunder i ECHL samt Edmonton Oil Kings i Western Hockey League (WHL).
Baddock draftades av New Jersey Devils i sjätte rundan i 2014 års draft som 161:a spelare totalt.

## Statistik
| 2008–2009  | Wainwright Polar Kings | AMBHL      | 27  | 16 | 11 | 27  | 18  | —  | — | — | — | —  |
| 2009–2010  | Lloydminster Heat      | AMBHL      | 33  | 11 | 10 | 21  | 42  | —  | — | — | — | —  |
| 2010–2011  | Lloydminster Rage      | AMMHL      | 38  | 27 | 23 | 50  | 116 | —  | — | — | — | —  |
| 2011–2012  | Lloydminster Bobcats   | AJHL       | 41  | 2  | 1  | 3   | 91  | 1  | 0 | 0 | 0 | 0  |
|            | Edmonton Oil Kings     | WHL        | 1   | 0  | 0  | 0   | 0   | —  | — | — | — | —  |
| 2012–2013  | Edmonton Oil Kings     | WHL        | 59  | 7  | 4  | 11  | 73  | 22 | 0 | 1 | 1 | 12 |
| 2013–2014  | Edmonton Oil Kings     | WHL        | 56  | 6  | 11 | 17  | 128 | 13 | 1 | 0 | 1 | 6  |
| 2014–2015  | Edmonton Oil Kings     | WHL        | 71  | 19 | 21 | 40  | 136 | 5  | 1 | 0 | 1 | 10 |
| 2015–2016  | Edmonton Oil Kings     | WHL        | 68  | 22 | 13 | 35  | 143 | 6  | 2 | 0 | 2 | 14 |
| 2016–2017  | Adirondack Thunder     | ECHL       | 21  | 0  | 4  | 4   | 15  | 4  | 0 | 1 | 1 | 2  |
| 2017–2018  | Binghamton Devils      | AHL        | 53  | 3  | 4  | 7   | 109 | —  | — | — | — | —  |
| 2018–2019  | Binghamton Devils      | AHL        | 67  | 3  | 7  | 10  | 154 | —  | — | — | — | —  |
| 2019–2020  | Binghamton Devils      | AHL        | 50  | 6  | 9  | 15  | 114 | —  | — | — | — | —  |
| 2020–2021  | Rocket de Laval        | AHL        | 25  | 2  | 3  | 5   | 64  | —  | — | — | — | —  |
| 2021–2022  | Montreal Canadiens     | NHL        | 1   | 0  | 0  | 0   | 0   | —  | — | — | — | —  |
|            | Rocket de Laval        | AHL        | 23  | 2  | 4  | 6   | 35  | —  | — | — | — | —  |
| NHL totalt | NHL totalt             | NHL totalt | 1   | 0  | 0  | 0   | 0   | —  | — | — | — | —  |
| AHL totalt | AHL totalt             | AHL totalt | 218 | 16 | 27 | 43  | 476 | —  | — | — | — | —  |
| WHL totalt | WHL totalt             | WHL totalt | 255 | 54 | 49 | 103 | 480 | 46 | 4 | 1 | 5 | 42 |